# Payerbach-Reichenau
Payerbach-Reichenau (niem: Bahnhof Payerbach-Reichenau) – stacja kolejowa w Payerbach, w kraju związkowym Dolna Austria, w Austrii, obsługująca również gminę Reichenau an der Rax. Jest częścią Semmeringbahn i otwarta została w 1854 roku. W 1926 roku stacja stała się także punktem wyjścia dla pociągów pasażerskich na wąskotorowej Höllentalbahn do Hirschwang an der Rax, która powstała w 1918 roku, początkowo jako linia towarowa. Od 1979 roku linia została ponownie uruchomiona w weekendy jako kolej muzealna. Bezpośrednie połączenie do stacji Payerbach-Reichenau zostało jednak zamknięte, a stacja na Höllentalbahn znajduje się około 400 m od dworca.
Stacja jest dla większości pociągów regionalnych do Wiednia i w kierunku Mürzzuschlag stacją początkową. Podczas trwania Festiwalu Reichenau obsługuje również pociągi dalekobieżne. 
W latach 2006–2008, podczas Bahnhofsoffensive stacja została przebudowana, ale historyczny budynek dworca, będący pod ochroną konserwatorską, pozostał w oryginalnej formie.

## Linie kolejowe
- Südbahn
- Höllentalbahn